# 哈爾斯滕巴赫河
50°59′5.65″N 7°32′33.84″E / 50.9849028°N 7.5427333°E
哈爾斯滕巴赫河（德語：Halstenbach），是德國的河流，位於該國西部，處於北萊茵-威斯特法倫州，屬於阿格河的左支流，河道全長2.7公里，流域面積4平方公里。